# Reserva Costera Urbana
La Reserva Costera Urbana es un área protegida municipal ubicada en el extremo sudeste de la Patagonia, en la ciudad de Río Gallegos, provincia de Santa Cruz, Argentina, integrada por el «área natural de uso recreativo, turístico y educativo» y por el área de la «Reserva Costera Urbana del Río Chico» (municipal), con categoría UICN V, área de paisaje terrestre y marino con fines recreativos.
Fue creada el 1 de octubre de 2004 por la Ordenanza n.º 5356.
Esta zona fue declarada por BirdLife International en el año 2005 como un sitio AICA (Áreas Importantes para la Conservación de las Aves); también fue catalogada como sitio de importancia internacional de la Red Hemisférica de Reservas de Aves Playeras.

## Objetivos
Proteger las marismas adyacentes a la ciudad, conservar las áreas naturales evitando la urbanización y promover una mejora en la relación hombre/ambiente.

## Características
El clima es frío costero; la temperatura media anual es de 7,2 °C; la velocidad promedio del viento es de 35 km/h.
El estuario conformado por los ríos Gallegos y Chico es de tipo macromareal, tiene planicies intermareales fangosas y marismas que son hábitat de comunidades de almejas Darina solenoides y diversos poliquetos (gusanos marinos), lo que lo convierte en una importante zona de alimentación y descanso de aves residentes y migratorias. La ciudad de Río Gallegos se emplaza a unos 15 km de la desembocadura, en su margen sur.
El estuario no es profundo excepto en el canal frente a su desembocadura que llega a los 20 metros. En su margen norte se encuentra la isla Deseada, importante sitio de nidificación para las aves.

## Fauna
Su importante biodiversidad incluye aves playeras migratorias de largas distancias, que unen ambos hemisferios: playero rojizo, becasa de mar, playerito rabadilla blanca y endémicas de la Patagonia austral: ostrero austral, chorlito ceniciento, cauquén colorado, cauquén común.
Otras especies: pingüino patagónico, flamenco austral, cormorán imperial, escúa, gaviota gris, gaviota cocinera, macá tobiano (especie vulnerable), espartillero austral (Asthenes anthoides).

## Amenazas
- Crecimiento de la ciudad hacia la costa, lo que provoca pérdida del hábitat para la fauna.
- Escasa valoración del área por parte de la comunidad.
- Ubicación del basural sobre la costa.
- Tránsito de vehículos 4x4.
- Cercanía del puerto hidrocarburífero (riesgo de derrames de petróleo).
- Ocupación de tierras para uso agropecuario en zonas adyacentes.[4]